# Tiest van Gestel
Jan Baptist Jozef van Gestel dit Tiest van Gestel, né le 29 mars 1881 à Goirle (Pays-Bas) et mort le 9 février 1969 dans son village natal, est un archer néerlandais.

## Biographie
Tiest van Gestel est sacré champion olympique par équipes au tir au berceau à 28 mètres lors des Jeux olympiques d'été de 1920 se déroulant à Anvers. Hormis lui-même, l'équipe néerlandaise est composée de Driekske van Bussel, Janus van Merrienboer, Janus Theeuwes, Jo van Gastel, Piet de Brouwer, Joep Packbiers et Theo Willems.